# Almoloya del Río
Almoloya del Río es una localidad perteneciente a Estado de México, En el censo de 2020 la localidad estaba poblada por 10 792 habitantes.